# Lisa Black
Lisa Black (1982) es una escultora neozelandesa residente en Auckland, Nueva Zelanda.

## Datos biográficos
Su trabajo combina a menudo animales disecados mediante taxidermia e insectos conservados con metales fundidos y a veces, partes mecánicas operativas; ha sido descrito como arte "Steampunk", a pesar de que ella no utiliza el término. Ella clasifica su trabajo mediante la adición del término "Fixed" (fijo o fijado) a los títulos de sus obras que parecen con vida, y el término "Departed" (expulsado) a las piezas realizadas en que se le ha dado un aspecto de fallecido.·
Su trabajo ha aparecido en la revista Marie Claire, en el New Zealand Herald y el programa de televisión New Zealand's Next Top Model.

## Selección de exposiciones
- 2011  Museo Civico di Zoologia, Roma, Italia
- 2011 Galería STRYCHNIN de Berlín, Alemania
- 2011 Simon James Design, Auckland, Nueva Zelanda
- 2010 Galería Century Guild / San Diego Comic-Con International, San Diego, EE. UU.
- 2009 Galería Century Guild /San Diego Comic-Con International, San Diego, EE. UU.
- 2009 'Creature Discomforts', Galería The Suter Gallery, Nelson, Nueva Zelanda
- 2008 Galería Satellite, Auckland, Nueva Zelanda